# Jane C. Charlton
Jane C. Charlton (nacida el 5 de junio de 1965) es profesora de astronomía y astrofísica en la Universidad Estatal de Pensilvania donde es especialista en la formación y evolución de las galaxias. Ella también tiene una hija llamada Thomasin. 

## Primeros años y educación
Charlton nació en New Eagle, Pensilvania. Fue una niña prodigio que se graduó en Química y Física en la Universidad Carnegie Mellon a los 18 años, en 1983. Charlton recibió su Doctorado, en 1987, y su Máster en Ciencias, 1984, de la Universidad de Chicago.

## Publicaciones
- Jane C. Charlton (enlace roto disponible en Internet Archive; véase el historial, la primera versión y la última)., búsqueda académica de Microsoft